# Selånger
Selånger ist ein Ort (tätort) in der Gemeinde Sundsvall der schwedischen Provinz Västernorrlands län. Er liegt gut fünf Kilometer westlich des Zentrums der Stadt Sundsvall. Selånger war im Mittelalter wichtigster Hafen und Zentrum der Provinz Medelpad.

## Geschichte

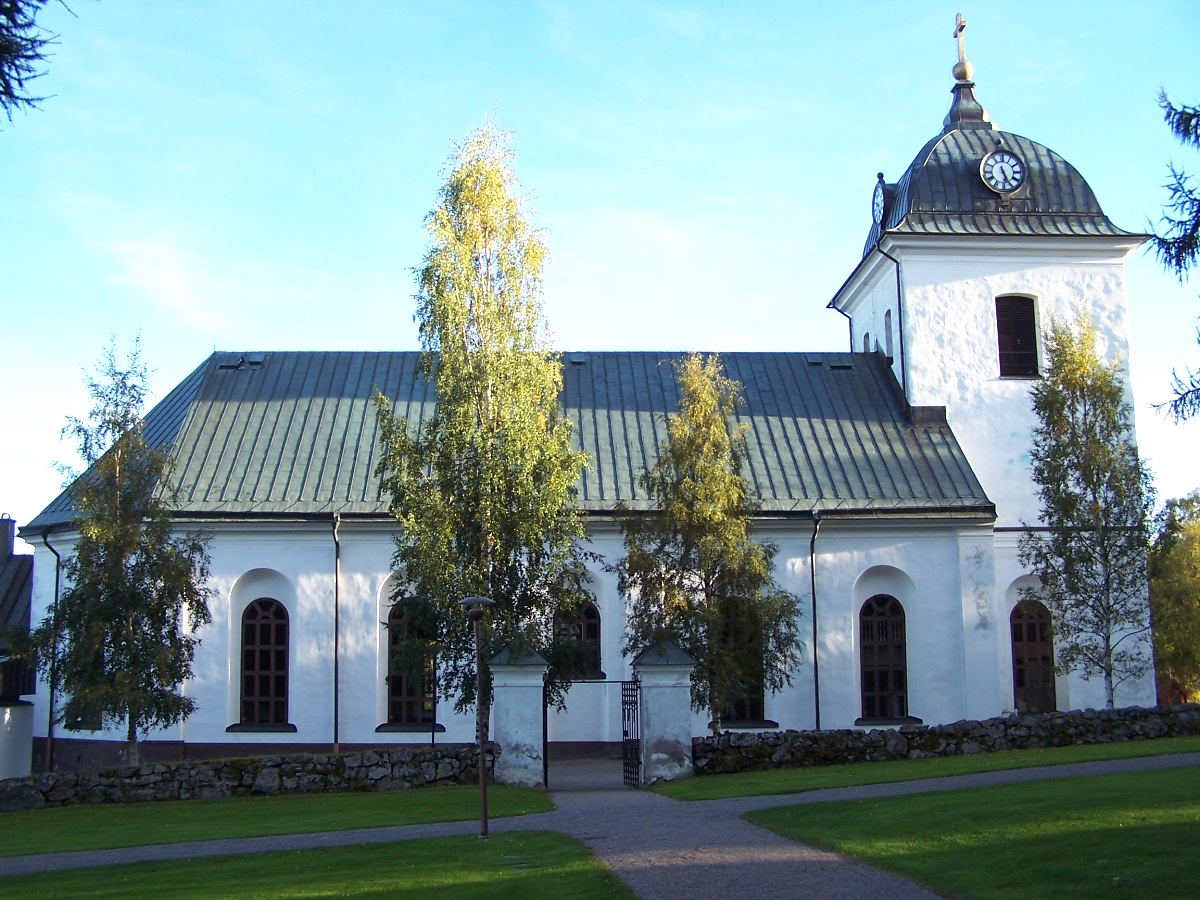
Neue Kirche von Selånger

In Selånger soll der Überlieferung nach 1030 Olav der Heilige bei seiner Heimkehr aus Gardarike (Russland) an Land gestiegen sein und von hier aus seinen Marsch nach Stiklestad angetreten haben. Deshalb erhielt dieser Ort den Ehrennamen „Sankt Olavs hamn“ und war der bedeutendste Ausgangspunkt für die Pilgerreise nach Nidaros. Sie führt an einer Kette von Olavs-Quellen entlang durch Medelpad, Jämtland und Trøndelag. Die Volksüberlieferung verortet den Hafen unterhalb der alten Kirchenruine. Die genaue Lage konnte bislang nicht ermittelt werden. Niedergeschrieben wurde die Überlieferung um 1680 von dem Hardenhauptmann (häradshövding) Eric Teet.
Eine große Anzahl fundreicher Grabhügel in der näheren Umgebung aus der älteren Eisenzeit belegen, dass Selånger schon sehr früh ein bedeutendes Zentrum und Sitz eines mächtigen Adelsgeschlechtes, möglicherweise sogar eines mittelschwedischen Kleinkönigtums war. Von dort stammen auch fünf der 18 bekannten wikingerzeitlichen Runensteine aus Medelpad. Auch der Name „Hov“ für eine Örtlichkeit westlich von Kungsnäs deutet auf einen Mittelpunkt früher heidnischer Religionsausübung hin. Auf dem Gelände des Königshofes wurden Überbleibsel einer umfangreichen Kalkbrennerei aus dem 13. und 14. Jahrhundert gefunden. Die Bedeutung im 14. Jahrhundert in der Zeit von Magnus Eriksson wird noch durch einen Münzfund und Spuren intensiver Bebauung aus dieser Zeit unterstrichen.
Im Abschnitt über den König im Gesetz von Hälsing wird Selånger als einer von sechs Königshöfen in Norrland und Sitz des Vogtes und Amtmannes genannt. Dorthin wurden die Abgaben aus der Region gebracht. 1314 gelobten die Einwohner von Medelpad, die Olavsabgabe an den Dom zu Uppsala zum Frühjahrsthing in Selånger zu entrichten. Dieses Gesetz galt für ganz Norrland, das Hauptexemplar wurde aber in der Kirche von Selånger aufbewahrt, woraus sich die hervorgehobene Stellung von Selånger ergibt.
Ende des 16. Jahrhunderts wanderten vorübergehend Brandfinnen (svedjefinnar; benannt nach der Verhüttung von Erzvorkommen, die in Schweden gefunden worden waren) ein. Aber ihr Einfluss blieb gering.
Zu Beginn des 17. Jahrhunderts wurde dann Sundsvall gegründet, das allmählich die leitende Position in der Region übernahm. Aber auch zu dieser Zeit wurde die Halbinsel Kungsnäs in Selanger mit seinem alten Königshof wegen seiner zentralen und verkehrsgünstigen Lage noch lange als Sitz des Landeshauptmanns (landshövding) verwendet.
Seit dem Mittelalter Sitz einer Kirchspiel (socken), ist Selånger bis heute Zentrum einer nach ihm benannten Kirchengemeinde (församling) im Bistum Härnösand. 1780 wurde eine neue Kirche in neuklassizistischem Stil erbaut, die die alte Kirche ersetzte.
Der Ort galt lange als Ortsteil von Sundsvall, wurde aber 2015 aufgrund seiner separaten Lage als eigenständiger Tätort ausgewiesen. Im neuen Tätort gingen die zuvor eigenständigen Småorter Kungsnäs, Nävsta och Selånger sowie die in westlicher Richtung anschließenden Hov und Västerro och Lillro auf.